# Saint-Martin-de-Lixy
Saint-Martin-de-Lixy ist eine französische Gemeinde mit 92 Einwohnern (Stand 1. Januar 2022) im Département Saône-et-Loire in der Region Bourgogne-Franche-Comté. Sie gehört Arrondissement Charolles und zum Gemeindeverband Communauté de communes Brionnais Sud Bourgogne.

## Geografie
Saint-Martin-de-Lixy liegt im Brionnais im Süden des Départements Saône-et-Loire an der Grenze zum benachbarten Département Loire auf einer mittleren Höhe von 347 m über dem Meeresspiegel, 69 Kilometer nordwestlich von Lyon und 23 Kilometer nordöstlich von Roanne. Die Ortschaft ist umgeben von den Nachbargemeinden Saint-Maurice-lès-Châteauneuf, Châteauneuf, Tancon, Maizilly (Département Loire), Saint-Denis-de-Cabanne (Département Loire) und Saint-Edmond. Das Gemeindegebiet hat eine Fläche von 4,19 Quadratkilometern. Der Sornin fließt westlich des Ortskerns durch das Gemeindegebiet.

## Geschichte
Saint-Martin-de-Lixy wurde 954 als beati Martini in ville Liciaco erstmals urkundlich erwähnt. Im 18. Jahrhundert wurde es Saint-Martin-de-Lissy genannt. Mario Rossi geht davon aus, dass der Ortsname aus gallo-römischer Zeit (52 v. Chr. bis 486 n. ) stammt, vom Familiennamen Liccaeus abgeleitet ist und ursprünglich Licciacum (‚Gebiet/Landgut der Familie Liccaeus‘) hieß. Der Graf von Mâcon unterstellte die Pfarrei Saint-Martin-de-Lixy 961 dem Kollegiatstift von Mâcon. Im 13. Jahrhundert gehörte die Kirche von Saint-Martin-de-Lixy dem Kollegiatstift Saint-Paul in Lyon. Im 18. Jahrhundert gehörte die Ortschaft zur Kastellanei des Marquisat Drée.
1793 erhielt Saint-Martin-de-Lixy im Zuge der Französischen Revolution (1789–1799) unter dem Namen Lixy den Status einer Gemeinde und 1801 durch die Verwaltungsreform unter Napoleon Bonaparte (1769–1821) unter dem heutigen Namen das Recht auf kommunale Selbstverwaltung.

## Kultur und Sehenswürdigkeiten
Die Kirche St. Martin stammt aus dem 12. Jahrhundert und wurde im 16. Jahrhundert umgebaut. 1950 wurde die Kirche als Monument historique eingeschrieben.
Das Schloss Barnay liegt im südwestlichen Gemeindegebiet unweit des Sornin. Es wurde im 15. oder 16. Jahrhundert aus ockerfarbenem Sandstein auf den Fundamenten eines älteren Gebäudes errichtet und verfügte damals über eine Wehrmauer. Die Seigneurie Barnay existierte schon im Jahr 1066. Der Legende nach gehörte sie einst Petrus Valdes († vor 1218). Es gehörte im 18. Jahrhundert zuerst den Grafen von Damas, dann den Marquis von Drée. Es befindet sich heute im Privatbesitz.

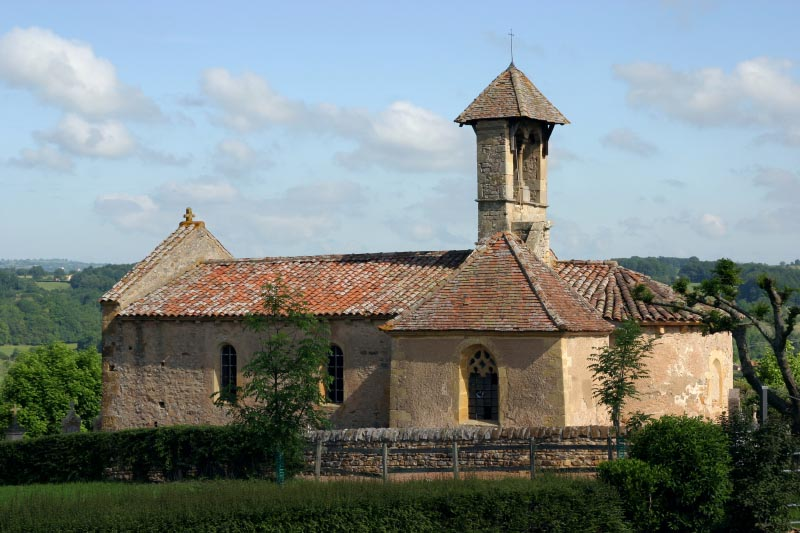
Kirche St. Martin, von Süden gesehen
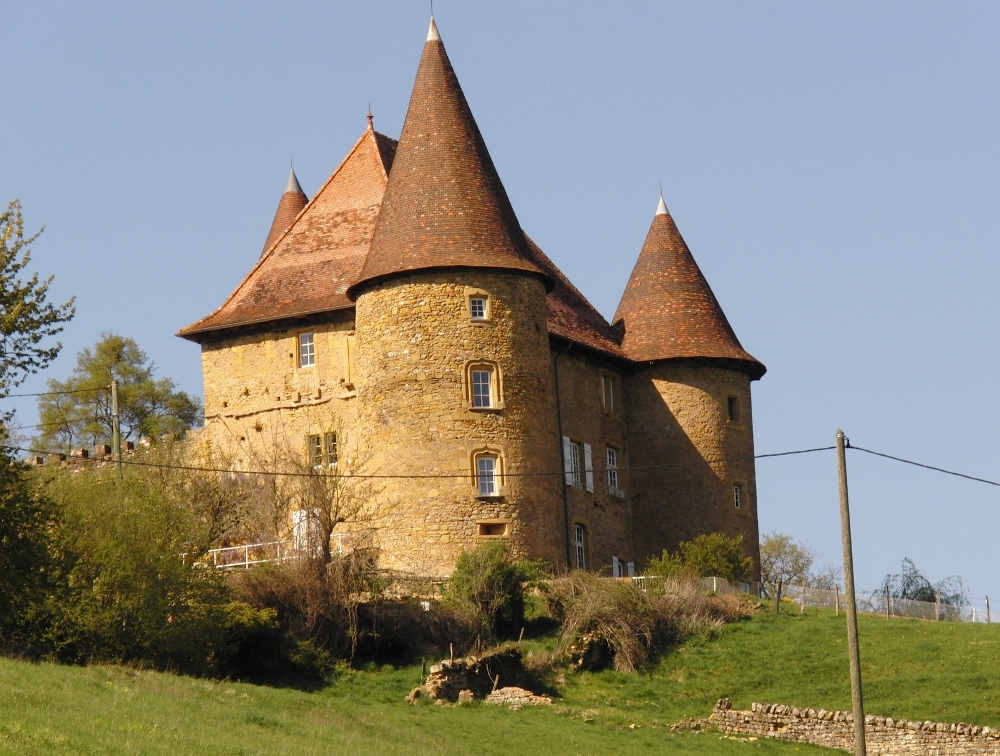
Schloss Barnay